# Mesacanthoides diplechma
Mesacanthoides diplechma är en rundmaskart som först beskrevs av Rowland Southern 1914.  Mesacanthoides diplechma ingår i släktet Mesacanthoides och familjen Enoplidae. Inga underarter finns listade i Catalogue of Life.